# Ropaloforinos
Ropaloforinos (Rhopalophorini) é uma tribo de coleópteros da subfamília Cerambycinae.

## Sistemática
- Ordem Coleoptera
  - Subordem Polyphaga
    - Infraordem Cucujiformia
      - Superfamília Chrysomeloidea
        - Família Cerambycidae
          - Subfamília Cerambycinae
            - Tribo Rhopalophorini Blanchard, 1845
              - Gênero Aguassay Napp & Mermudes, 2001
              - Gênero Amphirhoe Newman, 1840
              - Gênero Argyrodines Bates, 1867
              - Gênero Closteropus Guérin-Méneville, 1844
              - Gênero Coremia Audinet-Serville, 1834
              - Gênero Cosmisoma Audinet-Serville, 1834
              - Gênero Cycnoderus Audinet-Serville, 1834
              - Gênero Dihammaphora Chevrolat, 1859
              - Gênero Dihammaphoroides Zajciw, 1967
              - Gênero Dirocoremia Marques, 1994
              - Gênero Disaulax Audinet-Serville, 1833
              - Gênero Dymorphocosmisoma Pic, 1918
              - Gênero Gurubira Napp & Marques, 1999
              - Gênero Haenkea Tippmann, 1953
              - Gênero Ischionodonta Chevrolat, 1859
              - Gênero Lathusia Zajciw, 1959
              - Gênero Listroptera Audinet-Serville, 1834
              - Gênero Meringodes Wappes & Lingafelter, 2011
              - Gênero Merocoremia Marques, 1994
              - Gênero Muxbalia Giesbert & Chemsak, 1993
              - Gênero Parozodes Aurivillius, 1897
              - Gênero Pelossus Thomson, 1864
              - Gênero Potiapua Napp & Monné, 2009
              - Gênero Rhopaliella Monné, 2006
              - Gênero Rhopalophora Audinet-Serville, 1834
              - Gênero Rhopalophorella Linsley, 1942
              - Gênero Thalusia Thomson, 1864
              - Gênero Timabiara Napp & Mermudes, 2001